# André Lozano
Pour les articles homonymes, voir Lozano.
André Lozano (Loz) est un artiste intervenant dans de nombreux registres artistiques : art en ligne, arts plastiques, photographie, et connu sous le pseudonyme de « Loz »

## Travaux
André Lozano met en place de nombreuses expériences et projets originaux on-line dès les premiers jours de l'Internet, la plupart de ces projets datant de 1997 à 2002 et se trouvent sur le site Provisoire.com.
À partir de 2002 il collabore à des projets en partenariat avec des institutions artistiques, des écoles d'art, universités, des festivals et devient un acteur de la scène artistique internet.
C’est le créateur du Logz, un "système d'édition de site web dynamique distribué en Copyleft" selon ses propres mots, qui est utilisé à des fins principalement artistiques. C'est une plateforme d'édition on-line collaborative grâce à laquelle de nombreux artistes, groupe de musique, troupes de théâtre, écoles d'art et associations culturelles réalisent leur propre site internet.
Il conçoit en parallèle de l'exposition Art, Télévision et Vidéo - Gerry Schum, un des premiers sites proposant un choix pertinent de réalisations internet pour le Musée d'Art Moderne de la Ville de Paris/ARC.
On le retrouve avec Xavier Cahen, pour la conception et le fonctionnement du portail de diffusion d'information artistique Pourinfos.org.

Il a collaboré en 2006 avec Thierry Fontaine et Elli Medeiros, sur le Hurloir, un projet où il développe une inversion des flux de l'information (à l'aide d'un stream radio) du sud vers le nord, c'est-à-dire qu’il met en relation sonore deux endroits éloignés du globe, comme Paris et Montevideo ou Genève et Erevan. 

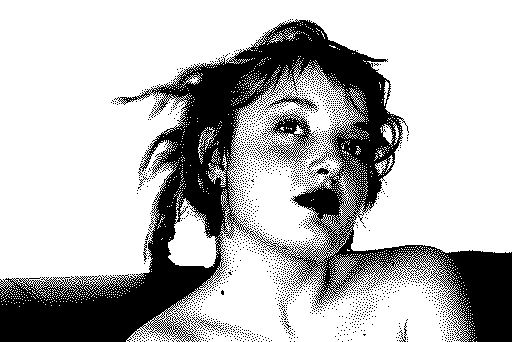
Image tirée de The work of art in the age of mechanical reproduction.

Ce projet a été présenté au musée d'Art Moderne, au Palais de Tokyo et dans plusieurs festivals.
Son travail se base surtout sur la diversité et le partage. Loz met à disposition des espaces et des dispositifs dynamiques pour encourager l'interactivité et le travail collaboratif aussi bien sur Internet (avec Provisoire.net) que dans la réalité (exposition EN MARGE), il est un précurseur des plateformes de social networking (ou Réseautage social).
Il poursuit sa réflexion sur l'art numérique avec ‘’The work of art in the age of mechanical reproduction’’ : « les micros ordinateurs ont 20 ans comme de belles jeunes filles séduisantes », en manipulant les technologies informatiques de tous âges. Le but est de mettre en ligne des photographies travaillées avec un Macintosh SE 30 datant des années 1980, elles sont en noir et blanc, au format 512*342 pixel (tiff).Ces photos sont classées par thèmes, des paysages australiens,  des jeunes filles de  20ans ou encore des portraits de femmes publiques.
Son dernier site en date the-work-of-art-in-the-age-of-mechanical-reproduction.net expose ses créations photo-numériques.

## Expositions
- 1999 : « Museum as a Muse » au musée d’art moderne de New York
- 2002 : à Paris à l’occasion Copyleft Démo, deux pièces cuisine, exposition d’œuvres en Copyleft
- 2003 :
  - Déplacements,  au Musée d'Art Moderne de la Ville de Paris
  - Copyleft Session, pour l’EOF, à Paris
  - LoGz PaRtY au centre d'art de Delme
  - Festival Musiques Volantes, Metz
  - Wlan Party, la première lan-party en Wi-Fi, à Metz
  - EN MARGE, une exposition en marge du Cipac (Congrès interprofessionnel de l'art contemporain), chacun apporte ses images pour les exposer.
- 2004 : 
  - Hurloir, durant le festival La Bâtie, entre Genève et Erevan
  - "En Parallèle" au Musée d'Art Moderne de la Ville de Paris
- 2005 : Argos festival à Bruxelles, pour le Hurloir, avec Thierry Fontaine[9]
- 2006 : Hurloir, au Palais de Tokyo à Paris[10]
- 2009 : Médiathèques Carré D'art, Nîmes [11]
- 2010 : Lab Media, Sollefteå, Suède [12]
- 2012 : Galerie The Window, Paris, 2012[13]